# Kill Your Idols
Kill Your Idols ist eine US-amerikanische Hardcore-Band aus New York. Sie gehörte zwischen 1995 und 2007 zu den bedeutendsten Vertretern des New York Hardcore.

## Geschichte
Anfang der 1990er-Jahre entdeckten die Mitglieder unabhängig voneinander die New Yorker Hardcoreszene. Angesteckt auf Konzerten von Gorilla Biscuits, Circle Jerks, Bold oder den Dead Kennedys wurden sie Teil der Szene. Vor allem Minor Threat hatten einen großen Einfluss und sie begannen nach den Prinzipien der Straight-Edge-Bewegung zu leben.
Anfang 1996 wurde die Gründung der Band beschlossen. Am Anfang war die Band eine reine Konzertband, allerdings konnte die fünfköpfige Gruppe von ihren Konzerten allein nicht leben und so mussten die Bandmitglieder immer wieder andere Jobs annehmen. Erst 2001 wurde der erste Plattenvertrag bei SideOneDummy unterschrieben. In der Folge wurde ihre Unabhängigkeit und die Undergroundzugehörigkeit von einigen Fans bezweifelt, die sich dann von der Band abwendeten. Allerdings werden von Kill Your Idols Touren mit Bands, die ihrer Meinung nach nicht ihre Prinzipien vertreten, weiterhin abgelehnt, wie es zum Beispiel mit Good Charlotte geschehen ist.
2006 gab es eine Geburtstagsshow zum zehnjährigen Bestehen der Band im CBGB. Befreundete Bands, wie Ensign, Inhuman,  Two Man Advantage, Shell Shock und andere teilten mit Kill Your Idols die Bühne.
Nachdem das offizielle Abschiedskonzert in der Smithtown Masonic Hall, New York am 13. Mai 2007 vom zuständigen Sheriffs Department wegen Überfüllung kurzfristig abgebrochen wurde, spielte die Band ihren letzten Gig direkt am Anschluss daran spontan auf einem Parkplatz vor über 200 Leuten.
Ende 2021 reformierte sich die Band, veröffentlichte eine Single und kündigte weiteres Material an.

## Stil
Kill Your Idols spielten ursprünglichen, schnellen, gradlinigen, energiegeladenen, rauen Hardcore, musikalisch ähnlich Negative Approach. Ihr Stil veränderte sich im Laufe der Jahre allenfalls marginal. Kritiker warfen ihnen daher gelegentlich vor, dass sie eigentlich nur einen einzigen Song spielen würden. Die musikalische Nähe zu Negative Approach war Bestandteil unzähliger Reviews und Vergleiche und wurde von der Band selbstironisch sowohl im Song „Stop Comparing us to Negative Approach“ sowie auf einem gleichnamigen T-Shirt aufgegriffen (das Shirt zierte neben Bandschriftzug und erwähntem Spruch das szeneintern populäre Cover der ersten 7" von N.A.).

## Diskografie

### Alben
- 1998: This Is Just The Beginning (Blackout! Records)
- 2000: No Gimmicks Needed (Blackout! Records)
- 2001: Funeral For A Feeling (SideOneDummy Records)
- 2003: The Skinner Years (Kompilationsalbum, Vicious Circle Records)
- 2005: Live at CBGB (Blackout! Records)
- 2005: From Companionship To Competition (SideOneDummy Records)

### EPs
- 12 inch e.p. 12" (1997, None Of The Above Music)
- I Hate The Kids split 7" mit Fisticuffs (1998, Motherbox)
- Kill Your Idols/Full Speed Ahead split 7" mit Full Speed Ahead (1999, Hell Bent Records)
- Kill Your Idols/The Nerve Agents split 7" mit The Nerve Agents (1999, Mankind Records)
- Voorhees/Kill Your Idols split 7" mit Voorhees (2000, Indecision Records)
- Kill Your Idols/Good Riddance split 7" mit Good Riddance (2001, Jade Tree Records)
- The Skinnier Years 10" (2002, Vicious Circle Records)
- Kill Your Idols/Crime In Stereo split 7" mit Crime In Stereo (2003, Blackout! Records)
- For Our Friends 12" (2006, Underestimated Records)
- Bipolar Hardcore Split 7" split 7" mit Poison Idea (2006, TKO Records)
- Salmon Swim Upstream 7" (2007, Vicious Circle Records)
- Something Started Here 7"-Box Set (2007, Get Outta Town Records)